# Freilandmuseum Lehde

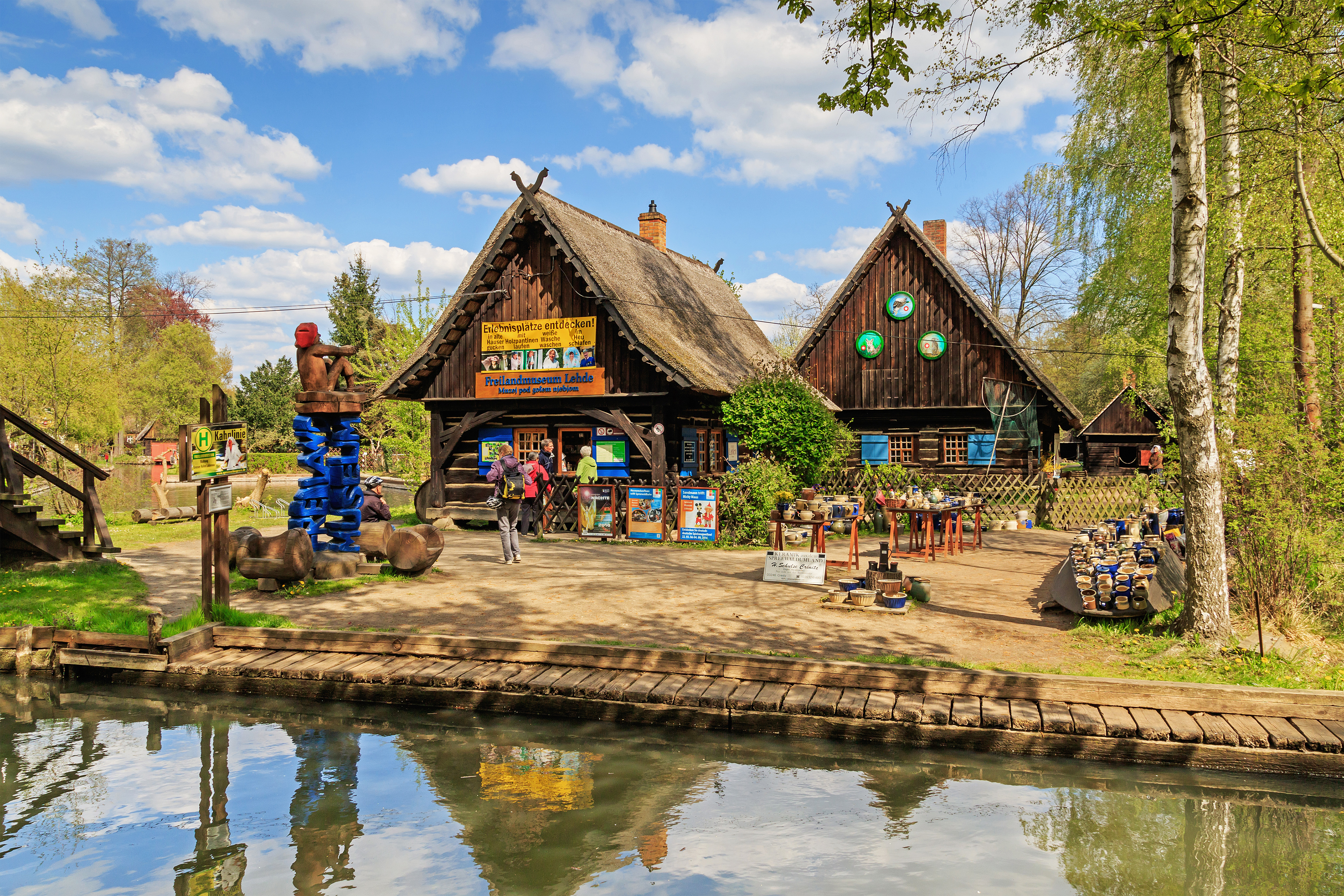
Eingang des Freilandmuseums

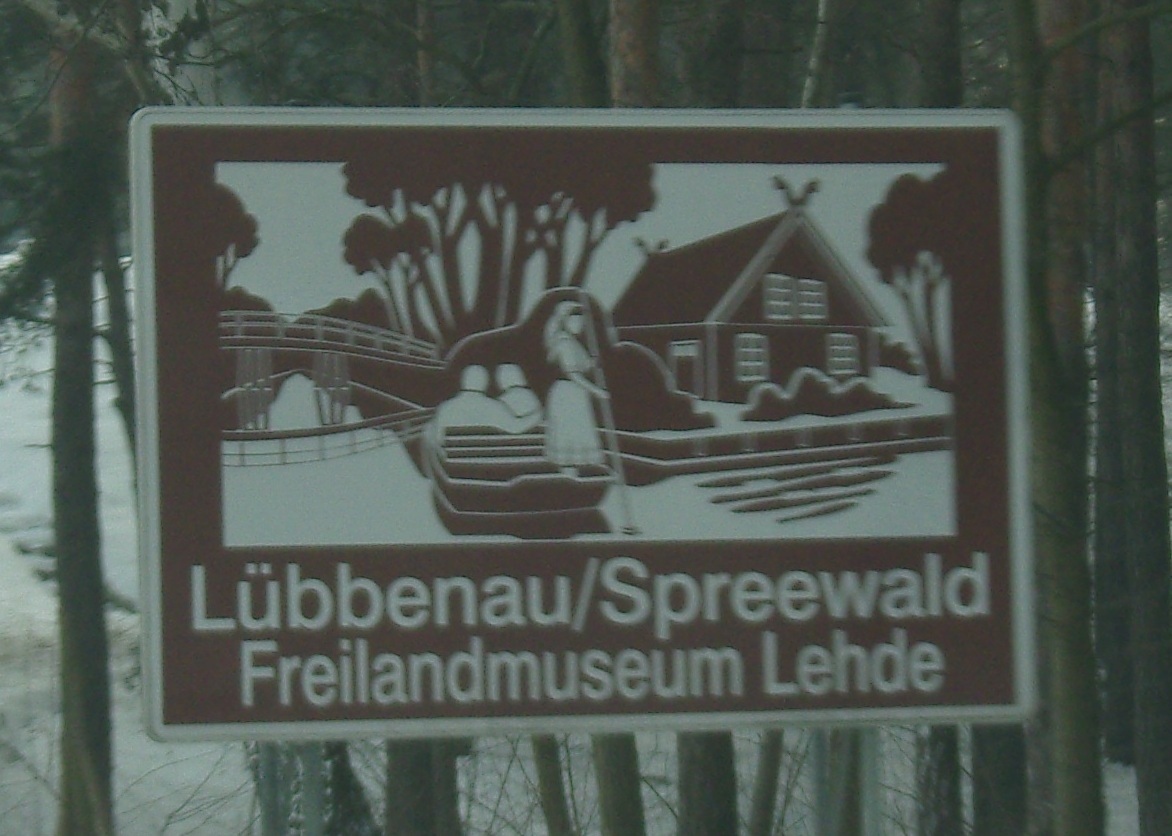
Unterrichtungstafel an der A 13

Das Freilandmuseum Lehde ist ein Freilichtmuseum in Lehde, das dem Leben im Spreewald des 19. Jahrhunderts gewidmet ist. Das Museum gehört zum Museumsverbund des Landkreises Oberspreewald-Lausitz und ist in der Liste der Baudenkmale in Lübbenau/Spreewald aufgeführt.

## Geschichte
Die Eröffnung des Museums fand am 26. Juli 1957 statt. Seit 1955 hatte man ein verfallenes und unbewohntes Haus gegenüber dem Gasthaus Zum Fröhlichen Hecht aus- und aufgebaut. Die Einrichtung stammte aus dem im Spreewaldmuseum vorhandenen Spreewaldzimmer. Der Direktor des Spreewaldmuseums Lübbenau, Gerhard Krüger, war der Initiator der Gründung des Freilandmuseums. 1968 wurde auch eine naturkundliche Abteilung aufgebaut. In der Silvesternacht des Jahres 1973 brach durch einen Feuerwerkskörper im Museum ein Brand aus.
Seit 2000 gehört das Freilandmuseum Lehde zum Museumsverbund des Landkreises Oberspreewald-Lausitz. Im Jahr 2007 fanden auf dem Gelände des Museums Dreharbeiten zum Film Frau Holle statt.

## Gebäude und Ausstellungen

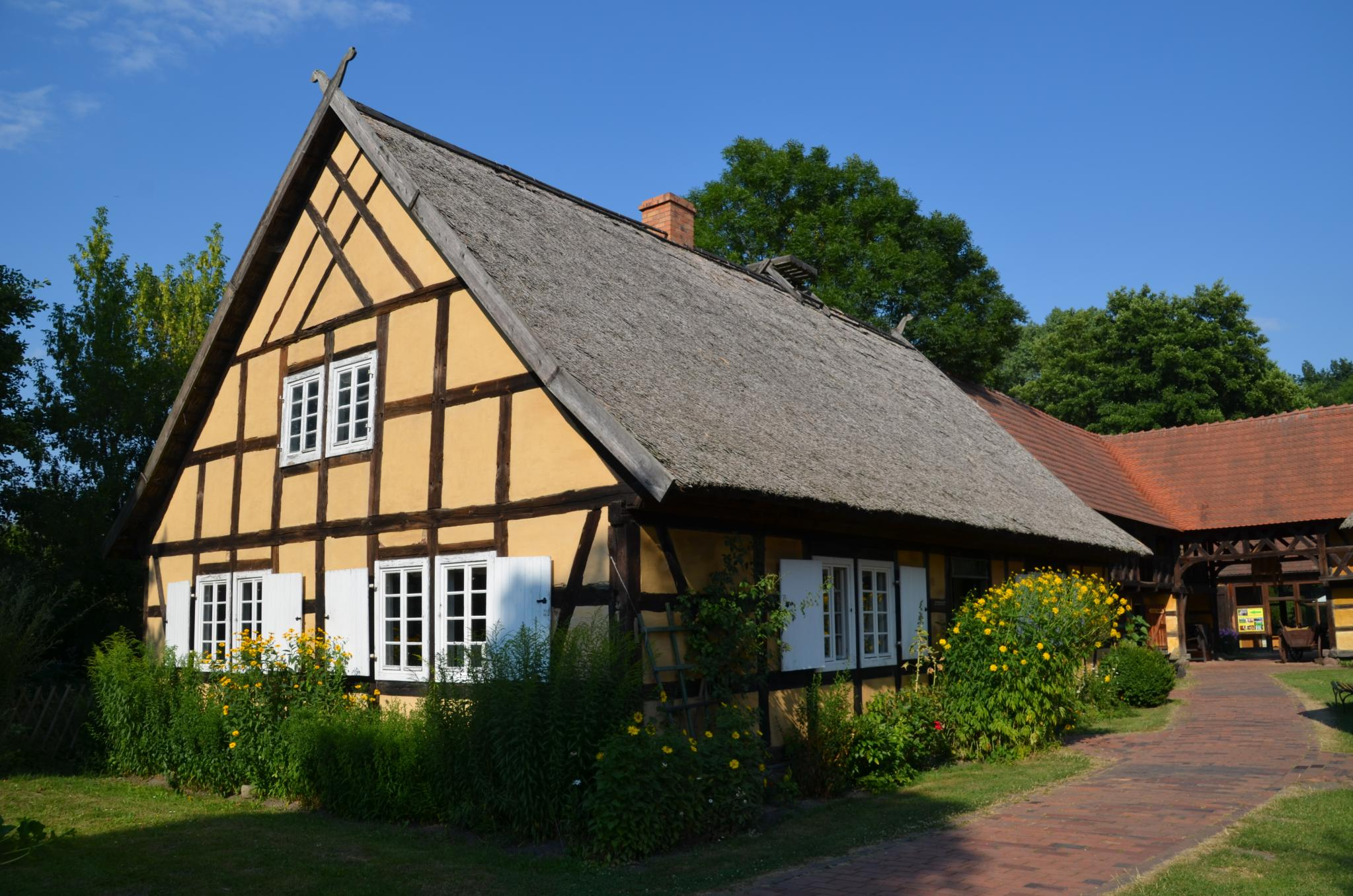
Hofgebäude im Freilandmuseum Lehde

Das Museum gliedert sich in drei für die Region typische Hofanlagen.
- Hof Lehde – nach 1957 wurde ein sogenannter Haufenhof aus Lehde als komplette museale Haus- und Wirtschaftsanlage fertiggestellt
- Hof Burg – aus der Burger Gegend – zu ihm gehören das Doppelstubenhaus, ein Stallgaleriebau, eine Mägde- und Futterkammer sowie ein typischer Kahnschuppen
- Hof Randgebiet – aus dem Spreewaldrandgebiet – zu ihm gehören ein großes Wohnhaus, ein kleines Auszugshaus, eine Stallanlage

In einem Gebäude wird die Geschichte der Spreewaldgurken und deren Erzeugung den Besuchern vermittelt. Weitere Themen und Exponate sind Handwerksgeräte, Korbflechterei, Rohrdachdeckerei, Töpfereierzeugnisse, Blaudruck, Porzellan, Volkskunst, Spreewaldfischerei und Heilpflanzen- und Kräutergarten. An Feiertagen werden die historischen Handwerke auch ausgeführt. Darüber hinaus eine Kunstgalerie. Im Museum ist auch eine Ausstellung von historischen Trachten untergebracht. Bei den Sorben/Wenden in der Lausitz sind die Trachten von Kirchspiel zu Kirchspiel verschiedenartig.